# Боян Мутафчиев
Боян Петров Мутафчиев (6 юли 1932 г. – 7 януари 2020 г.) е български физико-химик, работи във Франция, професор. Син е на Петър Мутафчиев и брат на Вера Мутафчиева.

## Биография
Боян Мутафчиев завършва химия във Физико-математическия факултет на СУ през 1953 г.. През 1953 – 1963 е научен сътрудник в Института по физикохимия към БАН. Защитава кандидатска дисертация през 1961 година.
Емигрира през 1963 г. във Франция, където работи предимно в областта на физиката (термодинамика на фазовите превръщания, структура и свойства на граничните повърхности и др.). Кариерата му във Франция протича в рамките на Националния център за научни изследвания (CNRS) в Нанси, Марсилия, и Париж. От 1963 до 1966 г. е научен сътрудник (на френски: chargé de recherche), от 1966 до 1974 г. – старши научен сътрудник (на френски: maître de recherche), от 1974 – професор (на френски: directeur de recherche). През 1966 – 1984 г. ръководи секция в института на CNRS „Centre de Recherche sur les Mécanismes de la Croissance Cristalline“ в Марсилия. От 1984 до 1991 г. е директор на Laboratoire de Recherches sur les Interactions Gaz-Solides (Laboratoire de CNRS „Maurice Letort“) в Нанси. От 1992 г. работи в Лабораторията по минералогия и кристалография на Парижкия университет „Пиер и Мария Кюри“ (Париж-VI), където през 1997 г. се пенсионира. Бил е гостуващ професор в университета на Кампинас, Бразилия (1975 – 1976), в университета „Джонс Хопкинс“, Балтимор (1980) и в университета на Токушима, Япония (1998 – 1999). През 1981 г. е директор на Международната школа по кристалография „Interfacial Aspects of Phase Transformation“ (NATO Advanced Study Institute), проведена в Ериче, Сицилия. Той е редактор на сборника лекции от тази школа.
Боян Мутафчиев е секретар на Френската асоциация по кристален растеж (1967 – 1972, 1982 – 1988) и неин президент от 1991 до 1994 г., като я представлява в Международната организация по кристален растеж от основаването на последната през 1966 до 1972 и от 1977 до 1994 г. Проф. Мутафчиев е председател на Комисията за изследвания в областта на микрогравитацията към Националния център по космически изследвания, (CNES), Париж (1980 – 1985) и участва в комисията „Materials in Space“ на Европейската космическа агенция (ЕSA). Член-кореспондент е на Европейската академия на науките и член на Американското дружество на физиците.

## Научни трудове
Автор е на над 100 публикации в научни списания, на студии в сборници и на монографията „The Atomistic Nature of Crystal Growth“.
Приносът на Боян Мутафчиев в областта на фазовите превръщания и кристалния растеж е двоен – теоретичен и експериментален. Той засяга теорията на явления като образуването на кристални зародиши из газова фаза. Последователното прилагане на статистично-термодинамични методи води до едно '„изчистване“ на основните уравнения за кинетиката на тези процеси от изкуствено въведени елементи (Frenkel distribution law, Lothe-Pound factors). Известен брой частни случаи на зародишообразуване (мехури в прегрети течности, кристализация на малки капки, зародиши върху чужди кондензационни ядра, влияние на адсорбцията) са също предмет на негови изследвания.
Граничната повърхност между една кристална стена и нейното обкръжение открива едно безкрайно разнообразие на свойства и процеси. Термичната „грапавост“ на кристалните стени е отговорна за механизма на кристалния растеж. Този механизъм може да се промени под действие на температурата, на пресищането, или на наличието на примеси. Адсорбцията и отлагането на нова фаза върху кристалната стена е стимулирано от термичната ѝ „грапавост“. Ко-адсорбцията на повече от един компонент дава нови перспективи на термодинамиката на двумерни фази.
Когато обкръжението на кристала е собствената му стопилка, термодинамичните свойства на граничната повърхност са силно повлияни от „омокрянето“ на кристалната стена от стопилката. Компютърна симулация с помощта на модели от твърди сфери показва, че стените с плътна двумерна опаковка са непълно омокряни от стопилката (Bernal liquid), резултат потвърден експериментално върху стената (0001) на кадмия (Cd) и стената (001) на NaCl. Този факт слага край на общоприетото твърдение, че термичната грапавост vis-à-vis на стопилката зависи от топлината на топене на кристала.
Прилагането на идеите за адсорбцията и двумерната кондензация върху органични молекули като алкиламините, се оказа плодотворно за разбирането на индустриалния процес на флотацията. То даде повод за дългогодишно сътрудничество с École Nationale Supérieure de Géologie (Нанси).
Голям брой експериментални работи на Боян Мутафчиев са свързани с метода на „златната декорация“ на повърхността на алкални халогениди. Така беше показано, че растежът на кристалите от стопилка става изключително чрез образуването на двумерни зародиши, евентуалните дислокации бивайки елиминирани при температурите близки до точката на топене.
Ранните експериментални работи на Боян Мутафчиев са в областта на електрохимията. Изследвайки електролитното образуване на живачни зародиши по двойния импулсен метод, той въвежда сферичен платинов монокристален катод, използван по-късно в други електрохимични лаборатории. Качественият резултат от тези работи е силното влияние на кристалографската ориентация на сферичната повърхност на електрода върху кинетиката на зародишообразуването.

## Награди
Носител на званието доктор хонорис кауза по физикохимия и на Почетен знак със синя лента на Софийския университет „Св. Климент Охридски“ (1993), той е също доктор хонорис кауза на БАН (2008). Удостоен е с Националния орден за заслуги на Френската република.